# 小川正持
小川 正持（おがわ しょうじ、1949年7月25日 - ）は、日本の裁判官。岐阜県出身。名古屋大学法学部卒業。最高裁判所事務総局刑事局長、東京高等裁判所部総括判事、東京家庭裁判所所長を歴任。

## 経歴
- 1974年9月 - 旧司法試験合格
- 1975年4月 - 司法修習生（29期、名古屋）
- 1977年 - 東京地方裁判所判事補任官
- 1983年 - 新潟地方・家庭裁判所判事補
- 1986年 - 千葉地方・家庭裁判所木更津支部判事補
- 1987年 - 千葉地方・家庭裁判所木更津支部判事
- 1990年 - 東京家庭裁判所判事
- 1991年 - 最高裁判所調査官
- 1995年 - 東京地方裁判所判事
- 1998年 - 東京地方裁判所部総括判事（刑事14部〔令状部〕、後刑事7部）
- 2005年 - 司法研修所教官
- 2007年 - 最高裁判所事務総局刑事局長兼最高裁判所図書館長
- 2010年 - 前橋地方裁判所所長
- 2011年 - 東京高等裁判所部総括判事（第4刑事部）
- 2013年 - 東京家庭裁判所所長
- 2014年 - 定年退官
- 2015年 - 法務省司法試験考査委員・司法試験予備試験考査委員（刑事訴訟法）[2]
- 2020年 - 瑞宝重光章受章[3]

## 担当訴訟
- 東京・埼玉連続幼女誘拐殺人事件で、殺人罪などの被告人として起訴された宮﨑勤の第一審 - 東京地裁刑事第2部（裁判長は田尾健二郎）の陪席裁判官として、1997年4月14日の判決公判（求刑通り被告人に死刑判決を宣告）を担当した[4]。
- オウム真理教による一連の事件で、殺人罪などの被告人として起訴された麻原彰晃（本名：松本智津夫）の第一審（東京地裁刑事第7部）[5] - 当初は陪席裁判官を務め、後に阿部文洋に代わり裁判長となる。2004年2月27日の判決公判で、検察側の求刑通り死刑判決を言い渡した。
- 東電OL殺人事件の再審請求審で、無期懲役が確定したネパール人受刑者に対し再審開始と刑の執行停止を決定（東京高裁裁判長・2012年6月7日）、無罪判決を言い渡した（同、11月7日）。
- 東急田園都市線車内で女性に痴漢行為を行ったとして、神奈川県迷惑防止条例違反などの罪に問われていた会社員男性に対し、1審判決（懲役6月・執行猶予3年）を破棄し、無罪を言い渡した（東京高裁裁判長、2012年7月5日）。